# Астарджиева къща
Астарджиевата къща е градска възрожденска къща в Карлово.
Къщата е построена от майстор Патьо Христов през 1840 г. за търговеца на платове, аби, шаяци, гайтани Митко Астарджиев. Влиза се в нея и в двора чрез проход под жилищния етаж. Чрез еднораменна стълба се влиза в приземния салон, а оттам по двураменна стълба се достига до големия богато украсен бароков салон. От него има достъп до две стаи с изрисувани с декоративни пана и орнаменти стени. Къщата разполага с три двора, като във вътрешния има баня. Обявена е за паметник на културата.